# Espeluche
Espeluche este o comună în departamentul Drôme din sud-estul Franței. În anul 2009 avea o populație de 1.059 de locuitori.

## Evoluția populației
| An        | 1975 | 1982 | 1990 | 1999 | 2006  | 2009  |
| --------- | ---- | ---- | ---- | ---- | ----- | ----- |
| Populație | 489  | 626  | 700  | 752  | 1.048 | 1.059 |